# Diocèse de Palencia
Le diocèse de Palencia (en latin:Dioecesis Palentina) est un diocèse espagnol, suffragant de l'archidiocèse de Burgos.

## Le territoire
Le diocèse comprend la province de Palencia.
Le siège de l'évêque est la ville de Palencia, où se trouve la cathédrale Saint-Antonin (Catedral de San Antolín de Palencia).
En 2024, le territoire est divisé en 471 paroisses, regroupées en 7 archiprêtrés : Brezo, Camino de Santiago, Campos, Cerrato, Palencia, Pisuerga Norte et Valle.

## Histoire
Le diocèse tire son nom de l'ancienne Pallantia, l'une des villes les plus importantes de la région habitée par les Vaccéens. Il est connu aujourd'hui qu'au milieu du IIIe, il existait déjà une importante communauté chrétienne autour de León et d'Astorga. La ville fut détruite en 456 par le roi wisigoth Théodoric II, mais des documents des conciles de Tolède contiennent de nombreuses mentions de cinq évêques de la fin du VIe siècle à celle du VIIe.
L'invasion des Arabes a de nouveau pillée et détruite la ville. Le diocèse continua tout de même pendant trois siècles avec des évêques en exil. Sa restauration définitive eut lieu au XIe siècle (1033-1035) par Sanche III le Grand, roi de Navarre et Bermude III de León, une fois terminées les incursions andalouses et au milieu des luttes frontalières entre León et Castille.
Durant l'occupation arabe, le diocèse a été supprimé environ trois siècles, avant d'être rétabli en 1035, une fois la ville reconquise par les chrétiens.
Les limites du diocèse ont été modifiées le 29 décembre 1059, puis le 25 septembre 1595, lorsque le diocèse a cédé trois archiprêtrés au profit de l'érection du diocèse de Valladolid (aujourd'hui archidiocèse).
De 1065 à 1403, 17 conciles nationaux se sont tenus à Palencia.
Entre 1208 et 1214, la première université espagnole fut fondée à Palencia par Tello Téllez de Meneses (es) (1170-1247), évêque de Palencia de 1208 à sa mort, avec le soutien du roi Alphonse VIII de Castille. Il a participé à la bataille de Las Navas de Tolosa, et fut le protecteur de Pierre Gonzalez (San Telmo), qu'il invita à étudier à l'université qui sera intégrée à celle de Salamanque au cours du XIIIe siècle.
Le 13 décembre 1584, c'est l'inauguration du séminaire diocésain, transféré en août 1769 dans les locaux d'un collège de pères jésuites, aujourd'hui supprimé.
Au cours du XVIIe siècle, le diocèse est devenu suffragant de l'archidiocèse de Burgos.
Le 17 octobre 1954 et le 22 novembre 1955, par deux décrets distincts d'un consistoire, les limites du diocèse ont été révisées pour coïncider avec celles de la province civile, en application du concordat entre le Saint-Siège et le gouvernement espagnol de 1953. Le territoire du diocèse de Palencia a subi d'importants changements, en raison du transfert de 89 paroisses à l'archidiocèse de Valladolid et de nombreuses autres passées à celui de Burgos ainsi qu'aux diocèses de Santander et de León ; et en raison de l'acquisition de 157 paroisses du même diocèse de León et de 68 autres de l'archidiocèse de Burgos.
Le dernier grand changement de frontières a eu lieu en 1955, lorsque les frontières ecclésiastiques ont coïncidé avec les frontières provinciales.